# Daniel Annequin
Daniel Annequin, né le 20 octobre 1949, est un anesthésiste pédiatrique et psychiatre français, spécialiste et pionnier dans le domaine de la prise en charge de la douleur chez l'enfant, en particulier liée aux soins.
Past-Président de l’association Pédiadol relayant les connaissances sur le sujet auprès des professionnels, membre fondateur de l’association SPARADRAP qui vise une meilleure prise en charge, il exerce en 2016 à l’hôpital des enfants Armand-Trousseau à Paris, où il est, entre autres, responsable du Centre de la migraine de l'enfant et de l’Unité douleur.
De 2002 à 2005, il est responsable médical du second programme national de lutte contre la douleur au Ministère de la santé.
Il a été nommé en septembre 2014 professeur à l'université Pierre et Marie Curie ; il est le premier médecin français à obtenir ce titre pour la douleur de l'enfant.
Dans le Journal Le Monde du 16 janvier 2018, il a publié une tribune " Douleur chronique: la spirale infernale des opiacés". 
Sur le site du Journal international de Medecine, le 19 mai 2018, il a publié une tribune Opiacés : remèdes ou poisons ?
Dans la revue Pediatric Anesthesia, il a publié en Janvier 2020, un éditorial: Nitrous Oxide angel or devil ?
Dans le journal Le Monde daté du 21 juin 2023: Tribune "Interdire le protoxyde d'azote n'est pas la solution à son détournement comme gaz hilarant"

## Publications
- 2002, Daniel Annequin et Claire Guilabert, La douleur chez l'enfant, Paris, Masson, 2002, 183 p. (ISBN 2-225-85763-6)
- 2002 : T’as pas de raison d’avoir mal, La Martiniere, Paris  (ISBN 978-2846750332)
- 2011 : La douleur chez l’enfant, Flammarion Médecine Sciences, avec C. Ecoffey   (ISBN 9782257204714)
- 2014 : Migraine, céphalées de l'enfant et de l'adolescent avec Barbara Tourniaire et Rémy Amouroux. Éditions Springer  (ISBN 978-2-8178-0234-3)
- 2020 Annequin, D. (2020), Nitrous oxide (N2O) angel or devil?. Pediatr Anaesth, 30: 388-389. https://doi.org/10.1111/pan.13834
- 2021 Annequin D,Protoxyde d’azote et traitement de la douleur, La Presse Médicale Formation, https://doi.org/10.1016/j.lpmfor.2021.09.005.
- 2023 Annequin D  Le protoxyde d’azote est surtout un antalgique essentiel ! Éditorial La Revue du Praticien 23 Janvier 2023
- 2023 Annequin D "Interdire le protoxyde d'azote n'est pas la solution à son détournement comme gaz hilarant" Le Monde 21 juin 2023
- 2023 Annequin D Placebo/nocebo, la face cachée de nos traitements La Revue du Praticien 73(8);885-89 Publié le 12 Octobre 2023 https://www.larevuedupraticien.fr/article/placebonocebo-la-face-cachee-de-nos-traitements